# Octave Lapize
Louis Octave Lapize (ur. 24 października 1887 w Paryżu, zm. 14 lipca 1917 w Toul) – francuski kolarz szosowy, torowy i przełajowy. Jego największym sukcesem było zwycięstwo w klasyfikacji generalnej Tour de France w 1910 roku (pierwszy Tour poprowadzony przez Pireneje).

## Inne osiągnięcia
- 3. miejsce Letnie Igrzyska Olimpijskie 1908 (100 km na torze)
- Mistrzostwo Francji na szosie (1911, 1912, 1913)
- Paryż-Roubaix (1909, 1910, 1911)
- Paryż-Bruksela (1911, 1912, 1913)
- Paryż-Tours (1911)
- zwycięstwa etapowe na Tour de France: 1910 (4), 1912 i 1914 (po 1)

W latach 1909 oraz 1911-1914 brał udział w Tour de France, za każdym razem jednak wycofywał się z wyścigu. Był niskiego wzrostu – miał 165 cm.
Na początku I wojny światowej Octave Lapize został wcielony do służby wojskowej. 14 lipca 1917 zginął podczas walki powietrznej nad Pont-à-Mousson, niedaleko miejscowości Toul.

## Cytaty
- Mordercy! Przeklęci mordercy! – tak podobno Lapize przeklinał organizatorów Tour de France podczas wjazdu na Tourmalet.
- Pireneje są diabelnie strome i chętniej poruszam się po ostrych zakrętach Parc des Princes niż na zjeździe z Col d'Aubisque. – po wygranym Tourze w 1910